# 林佳儀
林佳儀（1975年7月6日—），台灣女歌手、舞台劇演員，畢業於世新大學廣播電視電影學系電視組。1995年出道，2006年因自行創業淡出演藝圈，其成名曲有《一個人的我依然會微笑》及《I Love My City》。2017年後復出。

## 演藝生涯
林佳儀出生於台北市，出道前曾經在台北木船西餐廳打工，後來被星探發掘，於1994年赴日本參加日本富士電視台舉辦的《亞洲最棒》歌唱比賽並獲得冠軍，獲波麗佳音唱片高層的賞識，加盟波麗佳音唱片。
1995年6月推出首張專輯《一個人的我依然會微笑》，正式進軍歌壇，其同名主打《一個人的我依然會微笑》是日劇《無家可歸的小孩》的中文版主題曲，此專輯一推出曾經在台灣創下將近25萬張的銷售量。同年12月，推出第二張專輯《心動》，主打歌包括《心動》、《你傷了我的心》。
2017年，林佳儀離開自有品牌總監一職，宣告復出娛樂圈。2018年，她參演中國大陸電影作品《如影隨心》，隨後錄製央視節目《綜藝盛典》。2019年1月18、19日，林佳儀在台北國際會議中心(TICC)舉辦首唱個人售票演唱會《林佳儀-芳華再現》。

## 個人生活
林佳儀與從事服飾業家族的陳建亨2004年結婚，育有兩女。林佳儀弟弟林元楨2004年因為在連戰選舉造勢場合上，吸入過多乾冰導致腦部缺氧受損成為植物人，賠償金用盡後十多年來由她負擔照顧經費。
創業十年後的自有品牌Level 6ix疑似因陳建亨投資不善，業界開始傳出夫妻的事業有財務危機，虧空積欠台幣5000萬元以上，兩人婚姻亦陷入冰點。林受訪表示雙方仍是夫妻關係，只是她已退出品牌經營，「夫妻在不在一起都是緣分」。其經紀人林志遠也表示夫妻是有財務問題，而林佳儀不涉及財務管理。
2017年，林佳儀離開Level 6ix時尚複合精品服飾店總監一職，回歸娛樂圈。2020年坦承婚姻已經結束。

## 音樂作品

### 專輯
| 發行日期       | 專輯名稱                 | 專輯型態      | 語言 | 發行公司   |
| 1995年6月4日   | 一個人的我依然會微笑     | 第1張原創專輯 | 國語 | 波麗佳音   |
| 1995年12月10日 | 心動                     | 第2張原創專輯 | 國語 | 波麗佳音   |
| 1996年5月10日  | 愛                       | 第3張原創專輯 | 國語 | 波麗佳音   |
| 1996年10月19日 | I Love My City           | 第4張原創專輯 | 國語 | 波麗佳音   |
| 1997年6月8日   | 你是我心中最想離開的依戀 | 第5張原創專輯 | 國語 | 波麗佳音   |
| 1998年8月8日   | 水晶玻璃                 | 第6張原創專輯 | 國語 | 波麗佳音   |
| 1998年11月10日 | 沒有你的我               | 第7張原創專輯 | 國語 | 寶麗金唱片 |

### EP
| 發行日期      | 專輯名稱    | 專輯型態 | 語言 | 發行公司 |
| 1997年7月10日 | 林佳儀&朋友 | 第1張EP  | 國語 | 波麗佳音 |

## 演出作品

### 電視劇
- 1997年《偶像一級棒 》 飾 唐麗
- 2002年《愛上總經理》 飾 林靜儀

### 舞台劇
- 2000年果陀劇場【看見太陽】

### 電影
- 2019年《如影隨心》 飾 王月

### 音樂錄影帶
- 2019年《鄭怡》 記得

## 廣告
- 1996 本田汽車 HONDA City
- 1997 資生堂化妝品SQ代言人
- 1997 SUZUKI Let's 50機車

## 外部連結
- 佳儀小築的Facebook專頁
- 林佳儀Mira.Nisa Lin的Facebook專頁